# Aleksandr Ziloti

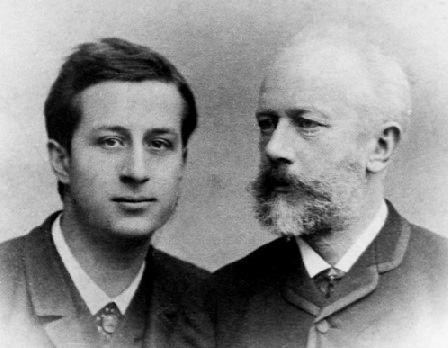
Aleksandr Ziloti (links) met P.I. Tsjaikovski.

Aleksandr Iljitsj Ziloti (Russisch: Александр Ильич Зилоти) (9 oktober 1863 nabij Charkov - 8 december 1945, New York) was een Russisch pianist, dirigent en componist. Hij was een zoon van Ilja Ziloti en Joelia Rachmáninova (een zuster van Vasili Rachmaninov), en daarmee was Aleksandr een volle neef van de ruim 9 jaar jongere pianist/componist Sergej Vasiljevitsj Rachmaninov. 

## Studie en loopbaan
Ziloti studeerde bij Nikolaj Zverev en Nikolaj Rubinstein, en was een leerling van Franz Liszt. Hij trad veelvuldig op als solist en doceerde van 1886 tot 1890 aan het Conservatorium van Moskou. In 1888 werd hij daar docent piano van onder anderen Rachmaninov.

## Alexander Siloti?
Zijn voornaam is een re-transliteratie van de cyrillische transcriptie van de Grieks/Latijnse naam Alexandros (Alexander). In het Duitse taalgebied, maar ook vaak daarbuiten, wordt zijn achternaam gespeld als Siloti, uitgesproken met de Frans-Engels-Nederlandse Z.
- Bibsys: 8011558
- Biblioteca Nacional de España: XX1501314
- Bibliothèque nationale de France: cb13927695d (data)
- CiNii: DA03506254
- Gemeinsame Normdatei: 117386979
- International Standard Name Identifier: 0000 0001 1878 3056
- Library of Congress Control Number: n85120544
- Nationale Bibliotheek van Letland: 000051035
- MusicBrainz: e8ece613-bcdf-49e5-a610-e1cb5e116769
- Nationale Bibliotheek van Tsjechië: mzk2010596994
- Nationale Bibliotheek van Israël: 987007268278705171
- Nationale en Universitaire bibliotheek Zagreb: 000426317
- Nederlandse Thesaurus van Auteursnamen: 108436535
- Réseau des bibliothèques de Suisse occidentale: 02-A022720090
- SNAC: w6d50mfj
- Système universitaire de documentation: 156056909
- Virtual International Authority File: 78134609
- WorldCat: E39PBJp9qktv3pDKbV7bXjpkjC